# Васильевка (Мордовский район)
Васи́льевка — деревня Шульгинского сельсовета Мордовского района Тамбовской области.

## География
Стоит на берегах реки Чамлык.  Название — по владельцу Василию Шельшинову.
По-видимому, 6 июня 2005 года часть Васильевки вошла в состав Добринского района Липецкой области как новообразованное село.
Сегодня, согласно данным почтовой службы, есть две Васильевки на границе областей — село Васильевка в Липецкой области (почтовый индекс — 399446) и деревня Васильевка в Тамбовской области (почтовый индекс — 393634). Сегодня граница субъектов проходит через застройку селения. Согласно картам 1994 года, ранее на территории Добринского района была лишь молочно-товарная ферма. Позже вокруг неё были построены жилые дома.

## История
Деревня возникла  не позднее начала XIX века.